# Illa Helen
L'Illa Helen (en tobi: Hotsarihie, en anglès: Helen Island), és el nom d'un illa d'uns 600 metres de llarg i de 300 metres d'ample, que posseeix al voltant de 3 hectàrees de superfície i està situada al sud de les illes de Palau en el que es coneix com a Helen's Reef (en la seva part nord), a l'est de l'illa Tobi i al sud de Meri. L'illa està coberta amb arbres de palma.
L'illa d'Helen està dotada d'una estació permanent de guardaboscos. L'Helen's Reef és una de les nou illes habitades de la República de Palau.